# Diocesi di Nashik
La diocesi di Nashik (in latino: Dioecesis Nashikensis) è una sede della Chiesa cattolica in India suffraganea dell'arcidiocesi di Bombay. Nel 2021 contava 74.060 battezzati su 3.227.300 abitanti. È retta dal vescovo Barthol Barretto.

## Territorio
La diocesi comprende l'intera divisione di Nashik nello stato del Maharashtra in India.
Sede vescovile è la città di Nashik, dove si trova la cattedrale di Sant'Anna.
Il territorio è suddiviso in 34 parrocchie.

## Storia
La diocesi è stata eretta il 15 maggio 1987 con la bolla Quandoquidem sanctissima di papa Giovanni Paolo II, ricavandone il territorio dalla diocesi di Poona.

## Cronotassi dei vescovi
Si omettono i periodi di sede vacante non superiori ai 2 anni o non storicamente accertati.
- Thomas Bhalerao, S.I. † (15 maggio 1987 - 31 marzo 2007)
- Felix Anthony Machado (16 gennaio 2008 - 10 novembre 2009 nominato arcivescovo, titolo personale, di Vasai)
- Lourdnada Daniel (11 novembre 2010 - 30 dicembre 2023 ritirato)
- Barthol Barretto, dal 30 dicembre 2023

## Statistiche
La diocesi nel 2021 su una popolazione di 3.227.300 persone contava 74.060 battezzati, corrispondenti al 2,3% del totale.
| anno | popolazione | popolazione | popolazione | presbiteri | presbiteri | presbiteri | presbiteri                | diaconi | religiosi | religiosi | parrocchie |
| anno | battezzati  | totale      | %           | numero     | secolari   | regolari   | battezzati per presbitero | diaconi | uomini    | donne     | parrocchie |
| ---- | ----------- | ----------- | ----------- | ---------- | ---------- | ---------- | ------------------------- | ------- | --------- | --------- | ---------- |
| 1990 | 70.400      | 10.312.799  | 0,7         | 98         | 4          | 94         | 718                       |         | 154       | 218       | 28         |
| 1999 | 72.000      | 13.535.000  | 0,5         | 93         | 19         | 74         | 774                       |         | 158       | 274       | 27         |
| 2000 | 73.000      | 13.643.000  | 0,5         | 102        | 22         | 80         | 715                       |         | 133       | 264       | 30         |
| 2001 | 78.000      | 13.500.000  | 0,6         | 105        | 25         | 80         | 742                       |         | 133       | 266       | 30         |
| 2002 | 78.000      | 13.500.000  | 0,6         | 107        | 27         | 80         | 728                       |         | 133       | 266       | 30         |
| 2003 | 80.000      | 20.000.000  | 0,4         | 100        | 28         | 72         | 800                       |         | 138       | 247       | 33         |
| 2004 | 86.090      | 20.000.000  | 0,4         | 109        | 28         | 81         | 789                       |         | 135       | 232       | 33         |
| 2013 | 80.654      | 2.919.229   | 2,8         | 106        | 30         | 76         | 760                       |         | 160       | 286       | 34         |
| 2016 | 86.406      | 3.046.000   | 2,8         | 108        | 37         | 71         | 800                       |         | 161       | 273       | 34         |
| 2019 | 89.700      | 3.160.800   | 2,8         | 131        | 38         | 93         | 684                       |         | 158       | 273       | 34         |
| 2021 | 74.060      | 3.227.300   | 2,3         | 91         | 38         | 91         | 574                       |         | 150       | 261       | 34         |